# Михаїл V
Михаїл V Калафат (грец. Μιχαὴλ Καλαφάτης, ? — 24 серпня 1042) — імператор Візантії з 11 грудня 1041 по 20 квітня 1042 року.
Син друнгарія Стефана та Марії, що була сестрою імператора Михайла IV Пафлагонського. Став офіційним спадкоємцем останнього та названим сином його дружини Зої. Прізвисько Калафат походить від позначення професії його батька — ущільнювача дощок у кораблях для запобігання протікання води.
Завдяки своєму дядькові й впливовому міністру Івану Орфанотропу 11 грудня 1041 року він зайняв візантійський престол. Дядька, однак, одразу було заслано в монастир. Стосунки між матір'ю Зоєю та її названим сином спочатку були дуже добрі. Однак потім на основі реального стану речей, при якому Зоя фактично мала більше впливу і влади та називалася в прокламаціях на першому місці, між ними стався розрив у стосунках. Дійшло до того, що 18/19 квітня 1042 року Михайло V хотів заслати Зою в монастир. Проголошення його рішення призвело 21 квітня до повстання народу, який не хотів усунення легітимної імператриці. Михайла тоді усувають з трону, осліплюють та засилають на довічное заслання до монастиря на о. Хіос, де він невдовзі і помер. Населення Константинополя вважало його узурпатором, оскільки він не мав ніякої династичної претензії на трон.